# Dernier Verre à Manhattan
Dernier Verre à Manhattan (titre original : Isle of Joy) est un roman policier de Don Winslow publié en 1996 aux États-Unis puis traduit en français et publié en 2013.

## Résumé
Walter Withers est un ancien agent de la CIA ayant œuvré en Suède. Rentré à New York après que tous ses agents ont été démasqués, il y mène une vie normale entre son travail de détective privé dans une agence de sécurité et sa vie de couple avec la chanteuse de Jazz Anne Blanchard, rencontrée en Suède. Lorsque son travail l'amène à côtoyer le sénateur Joe Keneally et sa femme Madeleine, son passé d'espion ressurgit quand la maîtresse du sénateur est assassinée et que tour à tour la police, le FBI et la CIA s'en mêlent.

## Éditions
- Isle of Joy, Arrow Books Ltd, 1er février 1996, 304 p.  (ISBN 978-0099706410)
- Dernier Verre à Manhattan, Seuil, 3 octobre 2013, trad. Philippe Loubat-Delranc, 374 p.  (ISBN 978-2021084214)
- Dernier Verre à Manhattan, Points, coll. « Policier » no P3351, 2 octobre 2014, trad. Philippe Loubat-Delranc, 422 p.  (ISBN 978-2757847923)